# Tetragnatha valida
Tetragnatha valida este o specie de păianjeni din genul Tetragnatha, familia Tetragnathidae, descrisă de Keyserling, 1887. Conform Catalogue of Life specia Tetragnatha valida nu are subspecii cunoscute.